# Eusebio Guiñez
Eusebio Guiñez, född 16 december 1906, död 1 oktober 1987, var en argentinsk friidrottare. Han deltog vid olympiska sommarspelen 1948.